# Koprowe Mniszki
Koprowe Mniszki – grupa turniczek w Dolinie Małej Łąki w polskich Tatrach Zachodnich. Znajdują się w dolnej części orograficznie prawych zboczy Niżniej Świstówki, pomiędzy Żlebem między Mnichy a Koprowym Żlebem. Zbudowane są ze skał węglanowych. Stanowią najbardziej na południe wysuniętą, rozczłonkowaną i z taternickiego punktu widzenia najmniej ciekawą część Mnichowych Turni. Budziły jednak zainteresowanie grotołazów, którzy penetrowali je w poszukiwaniu jaskiń. Znajduje się w nich, m.in., Jaskinia Lodowa Małołącka, Dziura pod Lodową Małołącką I, Dziura przy Lodowej Małołąckiej I, Mnichowa Studnia, Mnichowa Studnia Wyżnia. Można do nich dojść z Niżniej Świstówki (II stopień trudności w skali tatrzańskiej) po uzyskaniu zezwolenia władz TPN-u.
Powyżej Koprowych Mniszków na stokach północnej grani Kopy Kondrackiej ciągnie się trawiasty Mnichowy Upłaz (a dokładniej Wyżni Mnichowy Upłaz).